# 米軍放送送信所
米軍放送送信所（べいぐんほうそうそうしんじょ）は、日本国内にあるAFNの送信所である。

## 概要
当送信所は、青森県三沢市・埼玉県和光市・山口県岩国市・長崎県佐世保市・沖縄県中頭郡北谷町に置かれ、米軍基地や周辺地区などへ電波を発射している。アナログテレビのチャンネルは日本国内の停波日である2011年7月24日に先立ち同年6月30日、三沢のみ1日遅れの7月1日にそれぞれ停波した。アメリカ国内の停波から2年後である。

## 送信施設概要
| 放送局名     | 送信所 所在地 | チャンネル ・ ラジオ 周波数 | 空中線 電力        | 備考                                                                                             |
| ------------ | ------------- | --------------------------- | ------------------ | ------------------------------------------------------------------------------------------------ |
| テレビ送信所 |               |                             |                    |                                                                                                  |
| AFN          | 三沢          | US66ch                      | 1kW                | 日本国内のテレビ受像機では視聴不可。                                                             |
| AFN          | 東京 （和光） | テレビ送信所未設置          | テレビ送信所未設置 | テレビ送信所未設置                                                                               |
| AFN          | 岩国          | US66ch                      | 400W               | 日本国内のテレビ受像機では視聴不可。                                                             |
| AFN          | 佐世保        | テレビ送信所未設置          | テレビ送信所未設置 | テレビ送信所未設置                                                                               |
| AFN          | 沖縄          | US8ch                       | 40kW               | 日本国内テレビ放送のVHF5chから6chの間。地元では6chに合わせて視聴している世帯やホテルが多かった。 |
| ラジオ送信所 |               |                             |                    |                                                                                                  |
| AFN          | 三沢          | 1575kHz                     | 1kW                | 青森県南地域のラジオ局としては、青森県域AMラジオ局の八戸の各中継局（1kW）と同じ出力。            |
| AFN          | 東京 （和光） | 810kHz                      | 50kW               |                                                                                                  |
| AFN          | 岩国          | 1575kHz                     | 1kW                |                                                                                                  |
| AFN          | 佐世保        | 1575kHz                     | 300W               |                                                                                                  |
| AFN          | 沖縄AM        | 648kHz                      | 10kW               | 沖縄県域AMラジオ局の各送信所の出力と同じ。                                                       |
| AFN          | 沖縄FM        | 89.1MHz                     | 1kW                | AFNとしては国内唯一のFM波による放送。                                                            |

- ピンク掛けのテレビ送信所は2011年6月30日、三沢のみ7月1日にそれぞれ廃止した。黄色掛けのテレビ送信所は、送信施設を設置していない。
- アメリカの国内法は、日本国内にあるAFNの各局を放送局ではなく軍事通信局と扱い、WVTR（東京）など日本占領中に用いられたコールサインはすべて変更あるいは廃止され、対外的にコールサインが存在しない。
- 2007年1月に沖縄のAM放送の送信所が定期メンテナンス中に破損し、2008年2月18日まで放送休止した[2]。

## 送信所置局住所
- 三沢 - 青森県三沢市三沢の米軍三沢基地内
- 東京（和光） - 埼玉県和光市南2丁目[3]
- 岩国 - 山口県岩国市三角町1丁目
- 佐世保 - 長崎県佐世保市平瀬町
- 沖縄AM - 沖縄県浦添市港川の米軍キャンプ・キンザー内
- 沖縄FM - 沖縄県中頭郡北谷町玉上の米軍キャンプ・フォスター内